# Lijst van gemeentelijke monumenten in Maastricht, Itteren
De buurt Itteren in de wijk Maastricht-Noordoost in Maastricht heeft 27 panden/objecten die als gemeentelijke monumenten zijn beschreven in 26 regels (monumentnummers).
| Object                                                                               | Bouwjaar                                       | Architect            | Locatie                                                      | Coördinaten                   | Nr.                   | Afbeelding                                                                           |
| ------------------------------------------------------------------------------------ | ---------------------------------------------- | -------------------- | ------------------------------------------------------------ | ----------------------------- | --------------------- | ------------------------------------------------------------------------------------ |
| Voormalig boerderijcomplex                                                           | late 18e eeuw (kern), 19e eeuw (uitbreidingen) |                      | Aan de Maas 2-3                                              | 50° 53' 49" NB, 5° 41' 47" OL | 0935/3650             | Voormalig boerderijcomplex                                                           |
| Woonhuis                                                                             | ca. 1900 (voorgevel)                           |                      | Brigidastraat 63                                             | 50° 53' 55" NB, 5° 41' 57" OL | 0935/3652             | Woonhuis                                                                             |
| Voormalige carréboerderij                                                            | 19e eeuw                                       |                      | Brigidastraat 64                                             | 50° 53' 55" NB, 5° 41' 58" OL | 0935/3653             | Voormalige carréboerderij                                                            |
| Café-woonhuis                                                                        | 1935                                           |                      | Brigidastraat 65                                             | 50° 53' 55" NB, 5° 41' 58" OL | 0935/3654 [dode link] | Café-woonhuis                                                                        |
| Kerkhof rondom de St. Martinuskerk                                                   |                                                |                      | Brigidastraat 66                                             | 50° 53' 56" NB, 5° 42' 0" OL  | 0935/3669             | Kerkhof rondom de St. Martinuskerk                                                   |
| Hoevecomplex                                                                         | 1876                                           |                      | Brigidastraat 67                                             | 50° 53' 54" NB, 5° 41' 59" OL | 0935/3655             | Hoevecomplex                                                                         |
| Estacade in de Maas                                                                  | 17e eeuw                                       |                      | Grensmaas                                                    | 50° 53' 58" NB, 5° 41' 47" OL | 0935/3671             | Upload foto                                                                          |
| Van de grenspalen 105 t/m 108 staan er twee stuks aan de rand van deze buurt         | 1843                                           |                      | Grensmaas, langs "Aan de Maas" en bij de monding van de Geul | 50° 53' 53" NB, 5° 41' 47" OL | 0935/3907             | Van de grenspalen 105 t/m 108 staan er twee stuks aan de rand van deze buurt         |
| Voormalig cachot                                                                     | 1920                                           |                      | Kapelaanstraat bij 70                                        | 50° 53' 53" NB, 5° 41' 60" OL | 0935/3656             | Voormalig cachot                                                                     |
| Complex van de voormalige lagere school en onderwijzerswoning c.q voormalig raadhuis | 1880 (raadhuis), 1921 (herbouw school)         |                      | Kapelaanstraat 71                                            | 50° 53' 53" NB, 5° 41' 57" OL | 0935/3657 [dode link] | Complex van de voormalige lagere school en onderwijzerswoning c.q voormalig raadhuis |
| Smeedijzeren wegkruis                                                                | 1e helft 20e eeuw                              |                      | Kapelaanstraat bij 79                                        | 50° 53' 51" NB, 5° 41' 54" OL | 0935/3673             | Smeedijzeren wegkruis                                                                |
| Veertrap                                                                             | 19e eeuw                                       |                      | maasoever "Aan de Maas"; ca. 100m ten zuiden van Op de Meer) | 50° 53' 57" NB, 5° 41' 49" OL | 0935/3674             | Upload foto                                                                          |
| Woonhuis                                                                             | ca. 1880                                       |                      | Op de Bos 38                                                 | 50° 53' 41" NB, 5° 42' 22" OL | 0935/3658 [dode link] | Woonhuis                                                                             |
| Voormalig hoevecomplex, nu twee woningen                                             | 18e eeuw                                       |                      | Op de Meer 48- 50                                            | 50° 53' 58" NB, 5° 41' 53" OL | 0935/3789             | Voormalig hoevecomplex, nu twee woningen                                             |
| Boerderij met woonhuis                                                               | 1936                                           |                      | Op de Meer 53                                                | 50° 53' 59" NB, 5° 41' 54" OL | 0935/3660             | Boerderij met woonhuis                                                               |
| Dubbel woonhuis                                                                      | vóór 1817 (kern)                               |                      | Pasestraat 14-16                                             | 50° 53' 56" NB, 5° 41' 56" OL | 0935/3662             | Dubbel woonhuis                                                                      |
| Voormalig gemeentehuis in traditionalistische stijl                                  | 1934                                           |                      | Pasestraat 25                                                | 50° 53' 54" NB, 5° 41' 55" OL | 0935/3663             | Voormalig gemeentehuis in traditionalistische stijl                                  |
| L-vormige woning                                                                     | 19e eeuw                                       |                      | Pasestraat 44                                                | 50° 53' 52" NB, 5° 41' 51" OL | 0935/3664 [dode link] | L-vormige woning                                                                     |
| Boerderij                                                                            | vóór 1817 (kern)                               |                      | Pasestraat 45                                                | 50° 53' 51" NB, 5° 41' 52" OL | 0935/3665             | Boerderij                                                                            |
| Voormalige pastorie                                                                  | 2e helft 19e eeuw                              |                      | Putsteeg 2                                                   | 50° 53' 55" NB, 5° 42' 2" OL  | 0935/3666             | Voormalige pastorie                                                                  |
| Hardstenen wegkruis                                                                  | 1930                                           | P. Gulikers (sokkel) | Ruyterstraat / Brigidastraat (westzijde van de kruising)     | 50° 53' 54" NB, 5° 42' 6" OL  | 0935/3677 [dode link] | Hardstenen wegkruis                                                                  |
| Woonhuis                                                                             | ca. 1930                                       |                      | Ruyterstraat 12                                              | 50° 53' 55" NB, 5° 42' 5" OL  | 0935/3667 [dode link] | Upload foto                                                                          |
| Heilig Hartbeeld                                                                     | 1946                                           |                      | Ruyterstraat tegenover 22                                    | 50° 53' 56" NB, 5° 42' 2" OL  | 0935/3676 [dode link] | Meer afbeeldingen                                                                    |
| Carréhoeve                                                                           | 18e eeuw (kern)                                |                      | Ruyterstraat 32 / Pasestraat 2-2A                            | 50° 53' 58" NB, 5° 41' 59" OL | 0935/3790 [dode link] | Carréhoeve                                                                           |
| Bruggetje met mergelstenen booggewelf over de Kanjel                                 |                                                |                      | Stuifkensweg                                                 | 50° 53' 48" NB, 5° 42' 2" OL  | 0935/3670             | Bruggetje met mergelstenen booggewelf over de Kanjel                                 |
| Smeedijzeren wegkruis                                                                | midden 20e eeuw                                |                      | Stuifkensweg, ca. 300 ten zuidwesten van Geneinde            | 50° 53' 44" NB, 5° 42' 1" OL  | 0935/3678             | Upload foto                                                                          |